# Depressaria hofmanni
Depressaria hofmanni is een vlinder uit de familie grasmineermotten (Elachistidae). De wetenschappelijke naam is voor het eerst geldig gepubliceerd in 1861 door Stainton.
De soort komt voor in Europa.